# Bełżec
Bełżec (Pron.IPA em polonês: '|b|e|U|ż|e|c) foi o primeiro campo de extermínio alemão criado para implementar a Operação Reinhard. Operante em 1942, o campo se situava na Polônia ocupada, a menos de 2 km ao sul da estação ferroviária da vila de Bełżec, no distrito de Lublin-Lwów do Governo Geral alemão.
Estima-se que 430 000 a 500 000 judeus tenham sido mortos em Bełżec por os alemães, juntamente com um número desconhecido de poloneses e ciganos São conhecidos apenas dois  ou três judeus  sobreviventes: Rudolf Reder, Chaim Hirszman e uma possível mulher refugiada no Brasil. A falta de sobreviventes pode ser a razão pela qual o campo é tão pouco conhecido, apesar do grande número de vítimas.
No início dos anos 1940, os alemães criaram alguns campos de trabalho no distrito. Trabalhadores construíram a "Linha Otto", uma série de fortificações na fronteira com a União Soviética. Esses campos foram desmontados em outubro de 1940. O campo de extermínio não foi parte dele nem convertido a partir de outro campo de trabalho mas foi construído para a Aktion Reinhard.

O lugar escolhido por os alemães foi ao lado de uma estrada de ferro, perto da estação de Bełżec, e a somente 50 m a leste da linha de trem principal de Lublin-Lwów. Richard Thomalla, dos SS-Zentralbauleitung Zamość supervisionou a construção. O supervisor dentro do campo era um oficial ruivo da SS, mas sem identificação, conhecido como "O Mestre" (dei Meister). Treinou manualmente trabalhadores poloneses de Bełżec, que criaram na área as câmaras de gás e as barracas, sendo "bem pagos". Eles foram substituídos pelos judeus das vilas próximas de Lubycza Królewska e Mostly Mały. A construção começou em 1 de novembro de 1941 e foi completada no final de fevereiro de 1942.
Belzec foi dividida em duas seções:

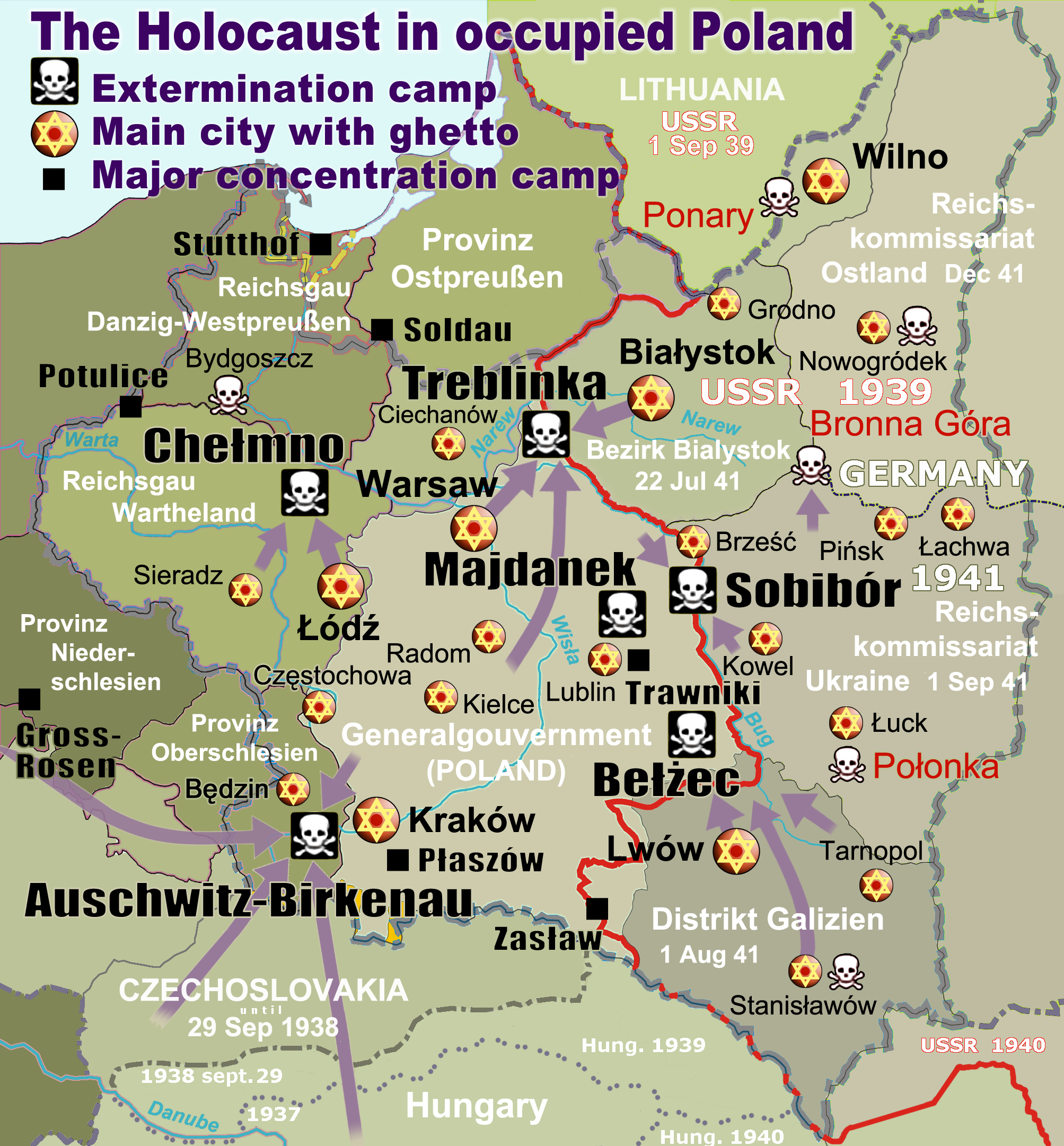
Localização do campo de Bełżec.

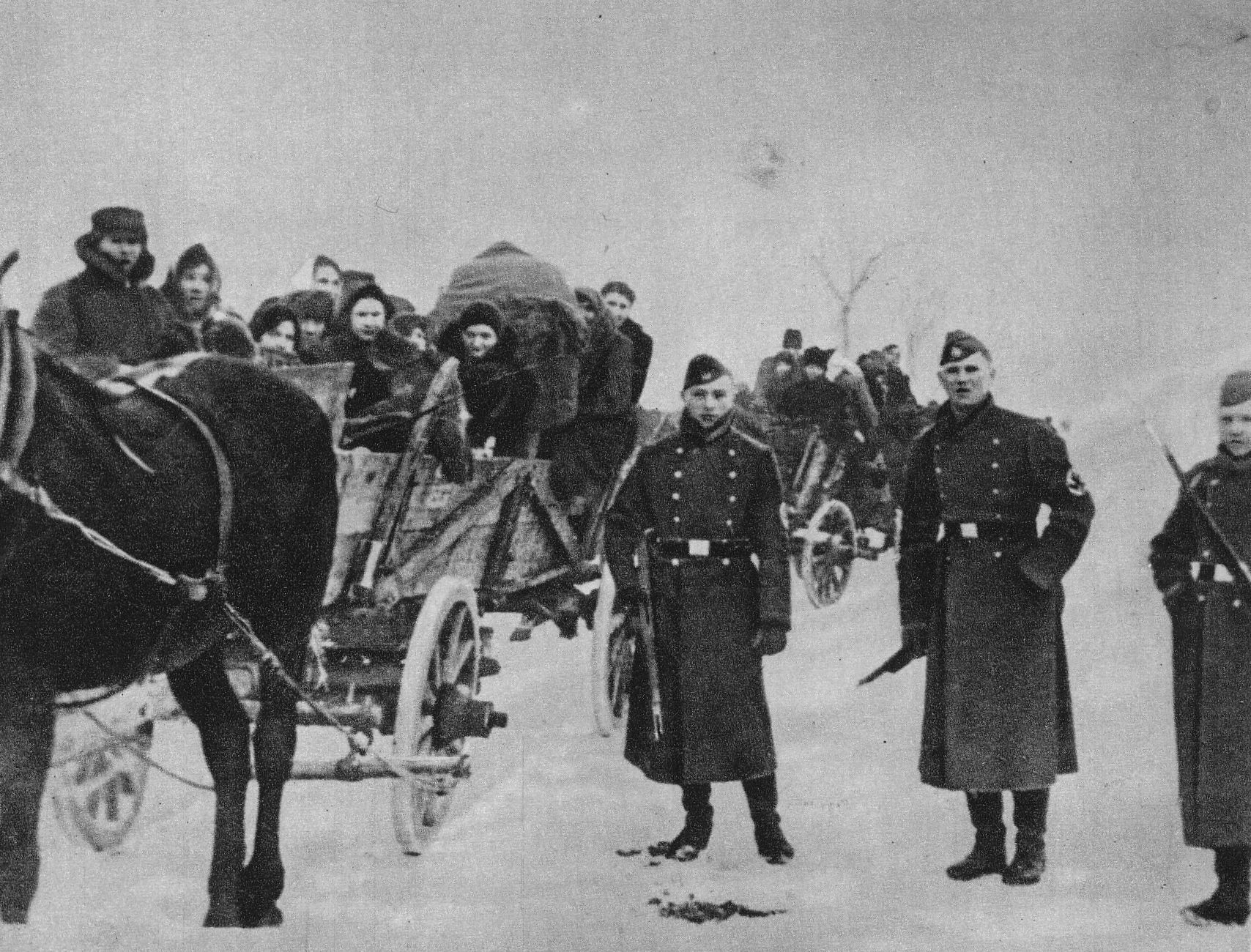
Judeus do distrito de Lublin sendo deportados para Bełżec, sob escolta de guardas alemães, em março de 1942.

- O Campo 1, nas seções norte e oeste, que era a área de recepção. Incluía a rampa da estrada de ferro, a qual inicialmente acomodava de 10 a 15 vagões. Um lado não utilizado foi posteriormente adicionado para montar uma segunda rampa na fase final dos extermínios. Juntas, as rampas proviam lugares para 40 vagões. Na fase final, havia duas barracas para as pessoas se despirem - uma para mulheres e crianças e outra para os homens.

- O Campo 2, a área de extermínio, incluía as câmaras de gás e poços retangulares para cremações. Os poços tinham um tamanho médio de 20mx30mx6m e estavam localizados nas regiões noroeste, leste e sul. Depois, duas barracas, consistindo de alojamentos e uma cozinha, foram erguidas no Campo 2, para os prisioneiros que trabalharam lá (os Sonderkommando).

Os dois campos eram separados por uma cerca camuflada e dois portões, um a leste da garagem da SS, e o outro próximo do final da rampa.
A partir desse ponto, um caminho foi aberto dentro da floresta para chegar aos poços de execução. Uma passagem chamada "dia Schleuse" ("A Comporta"), foi construída 2 metros de largura e 100 metros de comprimento, camuflada dos dois lados e com cercas de arames farpados. Esta passagem conectou as barracas de despimento no Campo 1 com as câmaras de gás do Campo 2. Uma rede de camuflagem foi levantada acima do teto para evitar observações aéreas.
Os alemães perceberam que estavam perdendo a guerra, e Himmler ordenou que todos os vestígios de extermínio deveriam ser "apagados" por entre as áreas ocupadas. Ele direcionou Paul Blobel para formar um comando especial, chamado "Sonderkommando 1005" (Sonderaktion 1005). Os transportes finais para Belzec chegaram em 11 de dezembro de 1942. Isto provocou a aceleração das cremações, que foram realizadas pelos trabalhadores e pela equipe de funcionários judeus, pois a equipe Sonderkommando 1005 teve acesso negado aos acampamentos de Aktion Reinhard.
Höering delegou Gley e Friedrich Tauscher para começar os serviços, assistidos por Hackenholt, que teve à sua disposição uma escavadeira para sepultar os cadáveres. Trabalhadores judeus da "Brigada da Morte" queimaram os corpos e requeimaram os restos nos poços. Os corpos eram jogados dentro dos poços e empapados em um óleo grosso, e só então eram queimados. Entre 434 000 e 500 000 cadáveres foram cremados nesta área em Belzec.
Por meses, toda a área tinha uma espécie de névoa pesada, por causa do óleo. Os habitantes locais tinhasm que raspar a gordura humana que se acumulava nas suas janelas. As tentativas de acabar com as evidências de extermínio foram bem mais funcionais depois que os alemães conseguiram uma máquina para esmagar ossos (do Campo de Trabalho Janowska), operada por algum "Szpilke".

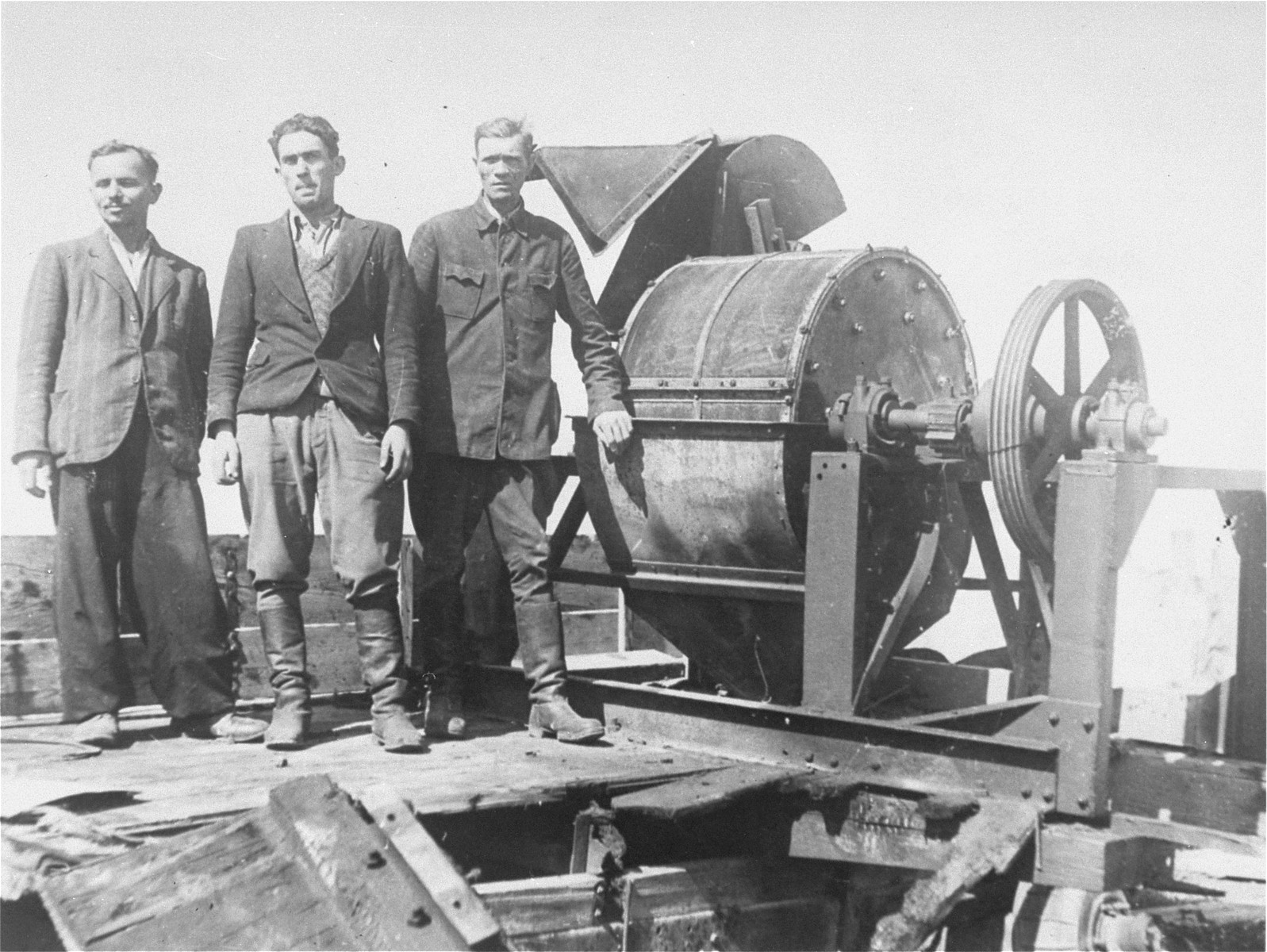
Membros de uma unidade Sonderkommando 1005 posam próximos a uma máquina esmagadora de ossos no campo de concentração de Janowska, Polônia (junho de 1943 – outubro de 1943)

O desmembramento de Belzec começou na primavera de 43. Para elaborar o sistema das cercas e das barricadas, as barracas e as câmaras de gás foram desmanteladas e os itens usados foram levados para o campo de Majdanek. O líder de campo decidiu transportar os últimos judeus Sonderkommando para Sobibor. Höering contou aos Kapos que eles estariam sendo transportados para Lublin. Comendo somente pão, alguma comida enlatada e vodca eles passaram três dias nos vagões. Leon Feldhendler, um prisioneiro judeu de Sobibor, lembra:
| “ | Em 30 de junho de 1943, um comboio com os últimos judeus de Belzec chegou sob a supervisão do líder da SS, Paul Groth, para serem liquidados. Enquanto eram descarregados do trem, os prisioneiros começaram a correr para todos os lados. Eles foram todos mortos e ficaram pelo campo. | ” |

Com as exumações e as cremações quase completas, Höering deixou o campo, colocando Tauscher no seu lugar para as liquidações finais. Quando tudo acabou, os agentes da SS de Belzec foram dispersos para os outros campos. A população local desceu ao campo, procurando ouro e outros objetos de valor. Fazendo isso, várias pessoas encontraram pedaços de corpos decompostos que não haviam sido enterrados.
As escavações do local do campo foram descobertas por Dubois, que depois foi mandado de volta de Sobibor por wirth alguns dias após a SS terem saído. Dubois reportou a Wirth, que discutiu o assunto com Globocnik. Eles decidiram plantar árvores e construir uma fazenda para a ocupação permanente de uma família ucraniana na tentativa de guardar a área dos escavadores.
No verão de 1943, duas pequenas tropas da SS e alguns ucranianos chegaram para implementar este trabalho. Uma tropa veio de Treblinka e a outra, de Sobibor. O grupo de Treblinka era liderado por Karl Schiffner, e o de Sobibor, por Unverhau. Uma grande casa judia do outro lado do campo, foi demolida e reconstruída como uma fazenda para os ucranianos habitarem. No verão de 1944, Belzec foi ocupada pelo Exército Vermelho e, depois da libertação, os moradores destruíram o local.
Aproximadamente 50 judeus escaparam de Belzec. Desses que fugiram, somente 7 continuaram vivos após o fim da guerra. Somente Rudolf Reder, que escapou de Belzec em novembro de 1942, poderia prestar depoimento como testemunha ocular sobre as atividades no campo. Uma pesquisa mais recente indica um total de 434 508 vítimas dos alemães em Belzec. Depois, estimou-se que os números chegariam entre 500 e 600 mil, mas assim como nos outros campos, esses números são somente estimativas.